# Groupe PSA
Groupe PSA (uformelt PSA; fra 1991 til 2016 PSA Peugeot Citroën) (Euronext: UG

, OTCQX: PEUGY
) var en fransk multinational industrivirksomhed, der fremstillede biler og motorcykler, der blev solgt under mærkerne Peugeot, Citroën og DS og fra 2017 Opel og Vauxhall. Koncernhovedsædet var i 16. arrondissement i Paris. PSA var den næststørste europæiske bilfabrikant (efter Volkswagen Group). Derudover var PSA verdens 10. største i 2016 målt på producerede enheder. PSA var børsnoteret på Euronext Paris.
Groupe PSA offentliggjorde den 31. oktober 2019, at virksomheden havde indgået aftale om fusion med den italiensk ejede Fiat Chrysler Automobiles. Fusionen blev gennemført den 16. januar 2021, og PSA's mærker videreføres i dag af det fusionerede selskab Stellantis, der er verdens fjerdestørste bilproducent efter Volkswagen, Toyota og Renault-Nissan.

## Historie
I 1974 købte Peugeot S.A. 38,2% af Citroën. I 1976 steg ejerskabet i det konkursramte firma til 89.95%; dermed skabte man PSA-koncernen (hvor PSA står for Peugeot Société Anonyme, senere ændrede man dette til PSA Peugeot Citroën).
I marts 2017 blev det annonceret, at PSA havde opkøbt General Motors' to største europæiske mærker Opel og Vauxhall. Dermed blev Groupe PSA den næststørste bilfabrikant i Europa.

## Partnerskaber
PSA havde inden fusionsen med Fiat Chrysler et samarbejdede med Fiat, kendt som Sevel (Société Européenne de Véhicules Légers SA og Società Europea Veicoli Leggeri-Sevel S.p.A.). Projektet var ejet 50% af Fiat, 25% af Automobiles Peugeot og 25% af Automobiles Citroën. Resultatet af dette var to bilfabrikker kaldet Sevel Nord og Sevel Sud.
Et nyere partnerskab med Toyota Motor Corporation for udviklingen og produktionen af en minibil på en ny fabrik i Tjekkiet. Resultatet af dette partnerskab blev TPCA (Toyota Peugeot Citroën Automobile), som producerede bilerne Citroën C1, Peugeot 107 og Toyota Aygo.
PSA samarbejdede også med BMW om en række motorer. Det drejer sig bl.a. om en 1.4L og 1.6L benzinmotor med og uden Turbo, der bl.a. bliver brugt i Mini Cooper og Peugeot 207.
I 2005 indgik PSA Peugeot Citroën et partnerskab med Mitsubishi Motors. Aftalen betød at PSA Peugeot Citroën ville importere Citroën C-Crosser og Peugeot 4007 i Europa. Disse to modeller er baseret på Mitsubishi Outlander, og bliver produceret på Mitsubishi's fabrik i Okazaki, Japan. Dieselmotorene kommer fra PSA Peugeot Citroën, mens Mitsubishi leverer benzinmotoren.
PSA indgik i 1998 et joint venture partnerskab med Ford Motor Company om 1.4L, 1.6L, 2.0L og 2.2L dieselmotorer, der bruges i bl.a. Ford Fiesta, Ford Focus og Volvo S40.

## Miljøpolitik
Som en del af sit engagement i bæredygtighed og cirkulær økonomi opkøbte PSA-gruppen i 2020 "B-Parts", en platform specialiseret i salg af brugte bildele. Denne erhvervelse er en del af koncernens "3R"-strategi (reparation, genbrug og genopbygning) og har til formål at styrke indsatsen for miljømæssigt ansvar.